# Satanik
Satanik es el título de una historieta italiana de terror clásico dentro de la corriente del Fumetto Nero, donde aparecen otros personajes aún célebres en el actual panorama del cómic italiano como Diabolik y Kriminal.
La historia de Satanik fue creada en diciembre de 1964 por Max Bunker y el dibujante Magnus, que luego crearían otros personajes populares como Alan Ford, Gesebel y Kriminal.
La trama está inspirada en la novela El doctor Jekyll y el señor Hyde, de Robert Louis Stevenson y nos muestra a una científica llamada Marnie Banister de aspecto horrible que logra encontrar una droga milagrosa que la convierte en una femme fatale. Sin embargo, la droga tiene un efecto secundario, transformando su personalidad y llevándola a cometer diversos crímenes.
La serie también incorporó diversos elementos de fuerte erotismo, que la llevó a ser cuestionada por la Iglesia católica italiana.
En la serie desfilaron muchos seres fantásticos del género del terror, como fantasmas, vampiros y elementos de la magia negra.
En Hispanoamérica la serie fue editada en Brasil y Uruguay.

## Enlaces de interés
- Fumetto nero en español
- Max Bunker Press
- Entrevista a Max Bunker Archivado el 1 de octubre de 2008 en Wayback Machine.
- Satanik en La Repubblica
- Satanik, la rosa demoníaca

- Datos: Q304604